# Emmanuel Abbo
Mons. Emmanuel Abbo (* 17. července 1969, Mbe) je kamerunský římskokatolický kněz a biskup diecéze Ngaoundéré.

## Život
Narodil se 17. července 1969 v Mbe.
Teologii a filosofii studoval ve vntitrodiecézním Vyšším semináři Saint Agustin diecéze Maroua-Mokolo. Dne 19. června 1999 byl arcibiskupem Félixem del Blanco Prieto vysvěcen na jáhna. Na kněze byl vysvěcen 14. června 2000 biskupem Jeanem-Marie-Josephem-Augustinem Pasquier a byl inkardinován do diecéze Ngaoundéré. Poté studoval ekonomii na Katolické univerzitě Střední Afriky kde získal licenciát.
Sloužil jako farní vikář v katedrálním chrámu, diecézní sekretář pro katolickou výuku, kněz farnosti svatého Petra v Gada-Mabanga, diecézné ekonom, diecézní ředitel charity a biskupský vikář.
Roku 2015 byl zvolen apoštolským administrátorem diecéze Ngaoundéré.
Dne 15. března 2016 jej papež František ustanovil diecézním biskupem stejné diecéze. Biskupské svěcení přijal 30. dubna 2016 z rukou arcibiskupa Piera Pioppa a spolusvětitelé byli arcibiskup Antoine Ntalou a biskup Barthélemy Yaouda Hourgo.